# 駿河台大学
駿河台大学（するがだいだいがく、英語: Surugadai University）は、埼玉県飯能市阿須698に本部を置く日本の私立大学。1987年創立、1987年大学設置。大学の略称は駿大（すんだい）。

## 概観

### 大学全体
三大名門予備校のひとつ駿台予備学校の設立した大学である。設立時駿台予備校と同じ学校法人(学校法人駿河台学園)で開校し現在学校法人駿河台大学が運営『駿台グループ』である。人文・社会科学系総合大学として、5学部5学科2研究科を設置している。
「駿台グループで真の大学をつくる」という山﨑春之の強い決意のもと、1971年（昭和46年）から大学開設に向けて準備を重ね、1986年（昭和61年）に実現するまで実に15年の準備期間をもって設立された。
開校当初から少人数教育に力を入れ1年次よりゼミナールの履修が必須となっており、学業から就職活動まで4年間しっかりとしたサポートを受けることができる。
開学時から奨学金制度を整備し成績優秀者、スポーツ優秀者への返済免除の給付型奨学金制度を整備している。

### 建学の精神（校訓・理念・学是）
建学の精神として「愛情教育」を理念に掲げている。
駿台グループの前身である「東京高等受験講習会」創設者の山﨑寿春は、アマースト大学やハーバード大学、イェール大学大学院などで学んだ文学者であり、その指導の中で培われた「個人の素質を見極めその能力を伸ばしていく」、「学問の本質を教え、考え解き明かす面白さに目覚めさせ、学ぶ喜びを知ってもらう」という考えに基づいている。建学の目的を「…広い分野の知識と深い専門の学術を教授研究するとともに、徹底した人格教育を通して豊かな知的教養と国際的感覚を備えた有為の人材を育成し、学術、文化の向上・普及と併せて人類・社会の発展に寄与することを目的とする」（学則第1条より抜粋）と定めている。

### 教育および研究
建学の精神の「愛情教育」から、学生一人ひとりの個性を尊重し、その能力を最大限に伸ばしていく教育を目指している。
大学創立者で、のち名誉総長の山﨑春之が著書でも述べている「情報化、国際化の時代を踏まえた、実社会において役立つ人材、国際社会で活躍できる人材の養成を最大の目標とする」という「実学の精神」を基調としている。そのため、在学中の各種試験への合格を手段とする教養・専門教育も重視している。系列の専門学校などとの提携もあり、キャリアセンターなどを拠点に職業対策・専門家養成をしている。演習科目が必修であり、「駿台方式」が開学時から継承されている。顕著な活動を行った学生は表彰され、同様に教員にはプロフェッサー・オブ・ザ・イヤー賞が授与される。さらに市民講座やアウト・キャンパス・スタディなど地域貢献、町と連携した活動をするキャリア教育や研究が進められた。大学では実学の成長には、「虚学とされる学問文化」も重要と説かれる。埼玉県西部における文化・学術などの発信拠点の形成を担っている。学内における学会および4つの研究所が開設され、アーカイブズ機能を有するメディアセンターなどを併設している。そして、留学希望者に対する支援制度が構築されている。

### 学風および特色
「受け身の学問」から「学びとる学問」へを開学時からのモットーとしている。創立者の山﨑春之が、父である山﨑寿春の「日本で本当に勉強する学生のいる大学を作りたい」という念願を実現した。そのため施設は各国の大学のキャンパス設計などを視察し、私財も投じられ充実化が行われた。
キャンパス内は、映画、ドラマ、テレビCM等の撮影場所として学内敷地が利用されることがある。敷地や講義室で主にロケしたドラマや映画には、「愛という名のもとに」「免許がない!」「デボラがライバル」「危険なアネキ」「ごくせん」「はみだし刑事情熱系」等が挙げられる。　

## 沿革

### 年表
- 1918年（大正7年）1月 - 東京府東京市神田区神田錦町に東京高等受験講習会を創設
- 1952年（昭和27年）10月 - 学校法人駿河台学園設立
- 1977年（昭和52年）4月 - 東京都調布市に駿河台学園第一幼稚園開園
- 1987年（昭和62年）4月 - 駿河台大学開学。法学部法律学科設置
- 1990年（平成2年）
  - 4月 - 経済学部経済学科、経営情報学科設置。経済学部棟（第二講義棟）設置
  - 9月 - 本学と駿河台学園第一幼稚園の運営法人が学校法人駿河台大学となる。駿河台学園第一幼稚園を駿河台大学第一幼稚園に名称変更
- 1991年（平成3年）4月 - 大学院法学研究科公法専攻修士課程、私法専攻修士課程設置。比較法研究所設立
- 1994年（平成6年）4月 - 文化情報学部文化情報学科、知識情報学科設置
- 1996年（平成8年）4月 - 大学院経済学研究科経済・経営専攻修士課程設置。教養文化研究所設立
- 1997年（平成9年）4月 - 現代文化学部比較文化学科設置。経済研究所設立
- 1998年（平成10年） - 文化情報学研究所設立
- 1999年（平成11年）
  - 4月 - 大学院文化情報学研究科文化情報学専攻修士課程設置
  - 10月 - 図書館、情報科学センター、視聴覚センターを統合してメディアセンター開設
- 2002年（平成14年）4月 - クラブハウス開設。トレーニングセンター開設。彩の国大学コンソーシアムへ参加
- 2003年（平成15年）4月 - 現代文化学部に心理学科を増設。心理学実験室開設
- 2004年（平成16年）4月 - 大学院法務研究科法曹実務専攻専門職学位課程（法科大学院）設置。お茶の水キャンパス開設。現代文化学部心理学科を除く学部・学科に「全学横断的課題別副専攻制」を導入
- 2005年（平成17年）4月 - 大学院現代情報文化研究科法情報文化専攻修士課程、文化情報学専攻修士課程設置
- 2006年（平成18年）
  - 3月 - フロンティアタワーズ（学生寮）開設
  - 4月 - 文化情報学部の知識情報学科をメディア情報学科に改組
- 2007年（平成19年）4月 - 経済学部の経済学科、経営情報学科を経済経営学科に改組
- 2009年（平成21年）4月 - メディア情報学部メディア情報学科、心理学部心理学科を開設。現代文化学部に現代文化学科を設置（比較文化学科を現代文化学科に改組）。大学院心理学研究科臨床心理学専攻修士課程、法心理学専攻修士課程設置。心理カウンセリングセンター開設。共通教育センター（外国語教育センター、情報処理教育センター、スポーツ教育センター）設置

- 2010年 - 情報処理教育センターを設置
- 2011年（平成23年）4月 - 山崎春之記念スポーツ館（スポーツ館）開設
- 2012年（平成24年） - 2013年度より大学院法務研究科法曹実務専攻専門職学位課程学生募集停止の旨を発表
- 2013年（平成25年）4月 - 経済学部を経済経営学部に改組。地域ネットワーク推進支援室を地域連携センターへ改組
- 2014年（平成26年）4月 - 大学院総合政策研究科法学専攻修士課程、経済・経営学専攻修士課程、メディア情報学専攻修士課程を設置
- 2016年（平成28年）4月 - グローバル教育センター設置。野球場人工芝改修。多目的グランド整備。教育研究センター設置
- 2017年（平成29年）4月 - 大学院心理学研究科犯罪心理学専攻修士課程設置。地域創生研究センター設置
- 2020年（令和2年）4月 - スポーツ科学部スポーツ科学科を設置。現代文化学部現代文化学科学生募集停止
- 2021年（令和3年）4月 - 総合研究所設置

## 基礎データ

### 所在地
- 飯能キャンパス（埼玉県飯能市阿須）

※かつて東京都千代田区御茶ノ水に法科大学院を設置していたが、同大学院の廃止に伴い、現在はお茶の水キャンパスも廃止。

### 象徴
駿河台大学校歌（作曲：團伊玖磨／作詞：山崎春之）
混声四部合唱。 但し、式典や同窓会イベント等における校歌斉唱では、各2パートある女声・男声とも 主旋律のみのユニゾンによって歌われることが大半である。
校章
開学時に制定された校章は、駿河台大学のシンボル・ツリーとしてキャンパスにも植えられている菩提樹の葉をデザイン化したものである。
菩提樹は同学を象徴する語のひとつであり、前述のように校章のモチーフになっている以外にも、校歌の一節にも歌われている他、在学生の父兄向けの冊子のタイトル、卒業時に授与される顕彰名にも用いられる。
ロゴマーク
創立20周年を機に、2006年11月に制定。「世界に羽ばたく人材を輩出する大学」の意味が込められている。駿河台大学のSを鳥の形に象徴化し、エコキャンパスと周辺の自然環境を表した入間川の流れのブルーと加治丘陵のグリーンで構成されている。

### 統計資料
| 教授 | 准教授 | 講師 |
| ---- | ------ | ---- |
| 62人 | 26人   | 15人 |

| 2016年 | 2017年 | 2018年 | 2019年 |
| ------ | ------ | ------ | ------ |
| 789人  | 968人  | 1095人 | 1075人 |

| 寄付金   | 2667万2319円    |
| 補助金   | 3億4884万1500円 |
| （国庫） | 3億1131万1000円 |
| 国際化率 | 22.4%（入学者） |
| 奨学費   | 1億8734万6498円 |

## 学部
コースへの所属は2年次もしくは3年次からとなる。
- 法学部
  - 法律学科
    - 企業と法コース
    - 警察・消防コース
    - 法職・行政職公務員コース
- 経済経営学部
  - 経済経営学科
    - 経済と社会コース
    - 経営と会計コース
    - 観光&国際ビジネスコース
- メディア情報学部
  - メディア情報学科
    - 映像・音響コース
    - デザイン・アニメコース
    - 情報・図書館コース
- スポーツ科学部
  - スポーツ科学科
    - スポーツと教育コース
    - スポーツと健康コース
    - スポーツと地域・社会コース
- 心理学部
  - 心理学科
    - 臨床の心理コース
    - 犯罪の心理コース
    - 子どもの心理コース

## 大学院
- 総合政策研究科
  - 法学専攻（修士課程）
  - 経済・経営専攻（修士課程）
    - 経済分野
    - 企業経営分野

  - メディア情報学専攻（修士課程）
- 心理学研究科
  - 臨床心理学専攻（修士課程）（臨床心理士第1種指定大学院）
  - 犯罪心理学専攻（修士課程）

※かつて、法務研究科法曹実務専攻（専門職学位課程）（法科大学院）を設置していたが、2012年度以降の学生募集を停止し、廃止された。司法試験受験実績は以下の通り。
| 年度               | 合格者数       | 合格率         |
| ------------------ | -------------- | -------------- |
| 2010年（平成22年） | 第49位（7名）  | 第61位 (7.6%)  |
| 2009年（平成21年） | 第57位（4名）  | 第72位 (5%)    |
| 2008年（平成20年） | 第37位（11名） | 第55位 (13.1%) |
| 2007年（平成19年） | 第37位（9名）  | 第53位 (19.6%) |
| 2006年（平成18年） | 第45位（2名）  | 第52位 (10%)   |

## 付属機関
- 比較法研究所
- 教養文化研究所
- 経済研究所
- 文化情報学研究所
- 共通教育センター
  - 情報処理教育センター
  - スポーツ教育センター
- トレーニングセンター
- メディアセンター
- 心理カウンセリングセンター
- キャリア支援センター
- 学生支援センター
- ボランティア活動支援室
- 公務員・資格試験学習室

## 教育
- 現代的教育ニーズ取組支援プログラム
  - 学生参加による＜入間＞活性化プロジェクト（2004年度採択）
  - 地域とゼミによる総合的キャリア教育（2007年度採択）
  - 「駿大の森」百年協定に基づく飯能活性化　―「森林文化都市」構築支援プロジェクト―（2007年度採択）
- 法科大学院等専門職大学院形成支援プログラム
  - 法学初学者学習支援システムの開発（2004年度採択）
- 大学教育・学生支援推進事業（学生支援推進プログラム）
  - ポートフォリオ学習に基づくゲットジョブプロジェクト（2009年度採択）
- 大学生の就業力育成支援事業
  - オンキャンパス・インターンシップと就業力（2010年度採択）
- 産学連携教育
  - 地域活性化プランニングコンテストおよび金融教育（2007年の飯能信用金庫との協定などに基づいて開催）

## 研究
研究成果は、主に以下を中心に発表される。
- 法学部・現代情報文化研究科・法務研究科・比較法研究所
  - 『駿河台法学』
  - 『比較法文化』
- 経済学部・経済学研究科・経済研究所
  - 『駿河台経済論集』
  - 『経済研究所所報』
- メディア情報学部・現代情報文化研究科・文化情報学研究所
  - 『文化情報学』
  - 『駿河台大学文化情報学研究所所報』
- 現代文化学部・心理学部・心理学研究科・教養文化研究所
  - 『駿河台大学論叢』

在外研究・著書出版の助成や有識者・著名人を講演会の講師として招聘することなどにより研究を促進している。さらに、大学院においては日本で最初の文化情報学部（現メディア情報学部）を設置した経緯から文化情報学の研究、法学分野では法と情報に焦点を当てた法情報文化に関する研究、心理学分野では法心理学の研究などが特色として反映されている。そして、産学官民連携により、地域（埼玉県西部など）の経済・社会・文化や企業経営に関する調査・研究が行われている。
| 教育研究支出   | 18億2621万2042円 |
| 科学研究費助成 | 1825万2000円     |
| 蔵書数         | 41万2844冊       |

## 学生生活

### 学園祭
駿輝祭（しゅんきさい）
飯能キャンパスで毎年10月下旬か11月上旬に開催され、運営は駿大生による駿輝祭実行委員会。学園祭の規模としては大きく、毎年有名アーティストのライブ（過去出演：ケツメイシ、倖田來未、Every Little Thing、HIGH and MIGHTY COLORなど）や、フリーマーケット、ステージイベント、年によりNACK5の公開生放送などがあり、盛り上がりを見せている。当日はスクールバスも増発され、臨時で西武バスの車輌も充当されスクールバスとして運用される。

### イベント
スポーツフェスティバル
毎年5月に開催される新入生を対象とした球技大会で、サークルなども参加している。
オーバーナイトウォーク
池袋駅から飯能キャンパスまでを夜通しで踏破するイベント。1992年から2003年まで毎年開催され、その後途絶えていたが、2007年に改めて復活した。「駿河台大学が池袋から歩いて通学できる距離にある事を証明する」という事が起源となっている。2020年現在休止中。
懸賞論文
学生の論文発表の機会として、懸賞論文を募集している。報奨として図書カードなどが授与される。

### サークル
運動系・文化系とも各部・サークルは「公認団体」「体育部会」「文化部会」「届出団体」「実行委員会」「その他」のいずれかに分けられている。

### スポーツ
- 陸上競技部は、関東学生陸上競技対校選手権大会に所属。箱根駅伝予選にも出場している。2005年に世界陸上の短距離元代表の邑木隆二が監督に就任し、2011年には長距離部門（駅伝部）コーチに徳本一善を招聘した。2021年には第98回箱根駅伝予選会を8位で通過し、箱根駅伝初出場を決め[4]、往路20位・復路15位・総合19位の成績であった[5]。
- 硬式野球部は、東京新大学野球連盟に加盟している。本校開学時の入学式においては長嶋茂雄が講演した。
- ラグビー部は関東大学ラグビー連盟に所属している。現在ラグビー部が使用するグラウンドは2008年度の改修改良工事により同年9月より全面人工芝生（周囲を囲む陸上トラックを除く）のグラウンドとなった。
- ホッケー部は、強化指定クラブである。女子ホッケー部は、関東圏の大会で強豪校となっており、全日本学生ホッケー選手権ではベスト8に進出している。2007年10月に専用ホッケー場が完成し、記念行事を開催した。地元の飯能市は「ホッケーの町」としてのスポーツ振興を進めている。
- ユニバーサルホッケー部は、世界学生選手権に選手が出場するなど国際的な活動がある。
- カヌー部は、オリンピック選手を輩出するなど大会での活動が活発である。
- スキー部は、パラリンピック出場選手もいる。
- 剣道部は、全日本学生剣道選手権大会に出場している。
- 弓道部は、埼玉県弓道連盟に加盟している。
- ハンドボール部は、2010年に創部され、初代監督に鈴木徹が就任した。
- アメリカンフットボール部は、7人制フットボールで関東学生アメリカンフットボール連盟に加盟している。
- サッカー部は、埼玉県大学サッカーリーグに所属している。
- バスケットボール部は、関東大学バスケットボール連盟に所属している。
- ソフトテニス部は、日本ソフトテニス連盟およびその傘下である日本学生ソフトテニス連盟、関東学生ソフトテニス連盟に所属している。またローカルリーグとして首都学生ソフトテニス連盟にも所属している。

## 大学関係者と組織

### 大学関係者組織
- 駿河台大学同窓会
  - 北海道（通称：丹頂会）、新潟、山梨、群馬、沖縄に支部会がある。

## 施設

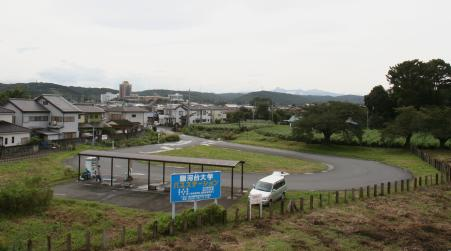
元加治駅の跨線橋上から見たスクールバス乗り場（遠景に本学第二講義棟等の校舎群）

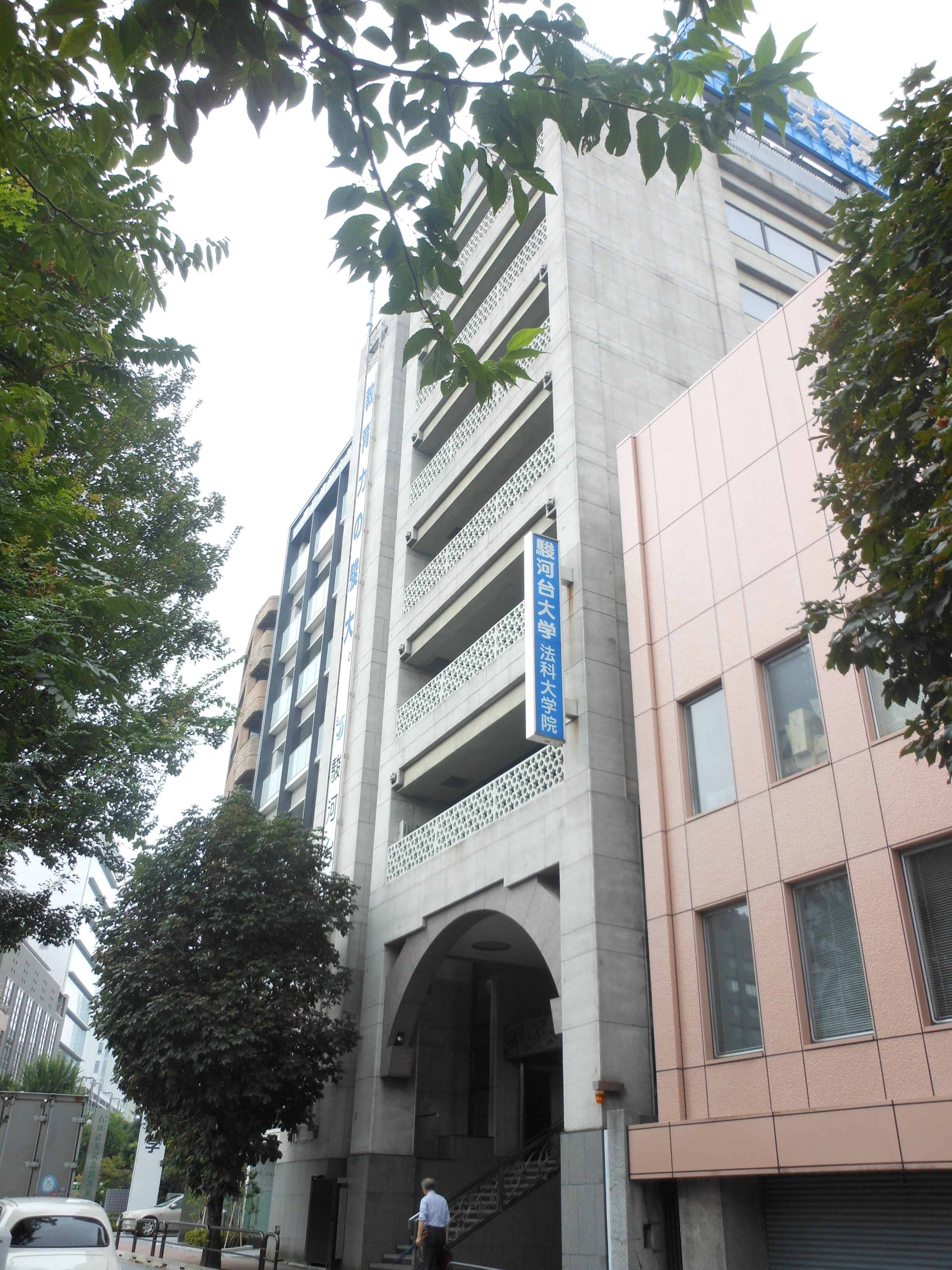
旧 お茶の水キャンパス

### 飯能キャンパス
全学部、大学院全研究科が使用するキャンパスである。第1・第2キャンパスに分かれているが、正式には両者を合わせて飯能キャンパスと称している。開学当初より光ファイバーをLANとして敷設しており、当該学内LANはSurugadai University Online Networkより「SONNET（）」と呼称している。飯能キャンパスでは、阿須運動公園のスポーツ・レクリエーション施設やトーベ・ヤンソンあけぼの子どもの森公園、入間川などが周囲に立地し、首都圏西部の広々とした環境で学生生活を過ごす。校歌や一部の人々からは「城」や「砦」と表現されている。
交通アクセス
次の3駅（2024年度までは4駅）から無料スクールバスが運行されている。
- 西武池袋線 飯能駅（2024年度末をもって廃止）
- 西武池袋線 元加治駅
- JR東日本八高線 金子駅
- 西武池袋線・JR東日本八高線 東飯能駅

かつては東武東上線・JR東日本川越線川越駅とを結ぶスクールバス便も運行されていたが、2020年度に休止、2023年度末で廃止された。
学生会館
- ショッピングセンター（地下1階）、学生食堂（1 - 4階）、コンビニエンスストア（1階）、音楽系サークル・駿輝祭実行委員会などのサークル室及びホール（5階）。

学生寮
海外・全国からの学生を受け入れることを目的に、充実した設備による大規模な男女別学生寮を整備している。家賃が比較的に安く設定されている。
- 飯能学生ハイツ（陸上競技部男子寮）
- フロンティア・タワーズ（男子・女子寮）女子144室　男子166室　全戸無料インターネット完備　セキュリティー　ショップを完備。
- フロンティアS（駅伝部寮）23室（2人1部屋）
- 山崎春之記念スポーツ館（大学公認運動部所属学生）創立25周年記念事業として設置。当館1階部分に武道場を設置している。

メディアセンター
創立10周年記念事業として1999年10月に設置された。地上5階建で、1階部分には南側に半地下型の機密保存書庫を設け、その他の部分には160台のPCと180口のノートPC用情報コンセント、FMスタジオを配備している。2階には同じくPCエリアとAVライブラリー、メディアラボ（スタジオ・音響調整室・視聴スペース・デジタル編集室）が設置され、3 - 4階は図書館、5階は稀覯本を保管する特別収蔵庫とフィルム・磁気媒体保存庫となっており、図書館と情報施設双方の機能を兼ね備えた施設となっている。展示コーナーでは当初トマス・ホッブズの『リヴァイアサン』など、駿河台大学が保有している稀覯本の一部が展示されていたが、現在は様々なテーマに沿った展示が行われている。
メディア工房
2009年に「近未来のプロダクション」をコンセプトに掲げて、グラフィック、WEBデザイン、映像・音響制作に特化した演習室として講義棟1階に完成した。実務経験のあるメディア情報学部の教員による設計であり、実際の制作スタジオのように設備が配置されている。小規模の劇場映画制作にも堪える施設とされる。「企画から制作まですべての工程を体験し、ゼミを中心にさまざまな作品が作られていって欲しい」との願いも込めて「メディア工房」と名付けられたという。
模擬法廷
講義棟に教育・研究のため早期から設置されていた施設である。講義など普段の学びの場として活用されるほか、学園祭で模擬裁判が開催されることもある。

### お茶の水キャンパス
専門職大学院法務研究科のみが使用するキャンパスであったが、法科大学院の廃止に伴って、同キャンパスも廃止された。

## 対外関係

### 自治体・企業・高等学校
- 飯能市
  - 学校ボランティアに関する覚書（2004年）
  - 市民のための法律相談に関する協定（2005年）
  - 森林環境プロジェクトの実施に関する協定（2006年）
- 入間市
  - まちづくりに関するパートナーシップ協定（2004年）
  - 市民のための法律相談に関する協定（2006年）
- 所沢市
  - 所沢市と大学との連携による共催講座に関する協定（2009年）
- 埼玉県立飯能高等学校
  - 高大連携協定締結（2007年）
- 飯能信用金庫
  - 産学連携協定締結（2007年）
- 東野高等学校
  - 高大連携協定締結（2008年）
- 自由の森学園中学校・高等学校
  - 高大連携協定締結（2008年）

### 他大学との協定（日本国内）
- 北星学園大学
  - 国内留学協定締結（2006年）

### 他大学との協定（日本国外）
同学への授業料を納めている場合、交換・派遣留学先の授業料が免除され、留学しても4年間で卒業可能となるように留学成果を単位認定している。
- 交換・派遣留学提携校（期間は半年から1年）
  - バーミンガム大学
  - エセックス大学
  - ハワイ・パシフィック大学
  - ミュンヘン大学
  - アンジェ・カトリック大学
  - 聊城大学
  - 延世大学校
- 短期語学研修提携校（期間は2 - 4週間）
  - ウィーン大学
  - ソルボンヌ大学
  - サラマンカ大学
  - 北京師範大学
  - 延世大学校
- 包括留学提携校
  - 交換留学及び短期語学研修を実施する提携校
  - セント・マイケル大学
  - ロンドン大学東洋アフリカ研究学院 (SOAS)

## 就業支援/CSR

### 就業
キャリア支援システムを導入している。
- 求人・企業情報
- 公務員講座
- キャリアカレッジ講座
- 保護者向けサポート

### CSR
地域連携センターなどにおいて、地域連携および職業実践教育を行っている。
まちづくり
「学生参加による〈入間〉活性化プロジェクト」や「地域とゼミによる総合的キャリア教育」により、実際の「まちづくり」を体験する活動が行われている。入間市に所在する「駿大ふれあいハウス」を地域拠点として、まちおこしイベント、メディア制作、IT化サポート、市場調査、インターンシップ、保育ボランティアなどの地域活性化が学生参加で行われた。
事業支援
「輝け!飯能プランニングコンテスト」が、産学連携事業の一環として始められ、飯能地域の活性化や事業創出のプランなどを発表するコンテストが実施された。
駿大の里山
飯能市は中世より林業で栄えた地域であり「森林文化都市宣言」を行っている。大学建設時にキャンパス内に森林を残すことを飯能市と約しており、同市から無償貸与されている「駿大の森」がキャンパスの多くを占める。環境省のエコツーリズムモデル事業地区選定や文部科学省の現代的教育ニーズ取組支援プログラムもあり、この森を「駿大の里山」として整備・保全する活動が行われている。「癒しの道」などの構築も進められ、これにより自然の中のランドスケープを形成している。

## 附属学校及び姉妹校（駿台グループ）

### 附属幼稚園
- 駿河台大学第一幼稚園

文部省（当時）により、東京都で初期に研究指定を受けた私立幼稚園である。2011年にソニーグループ株式会社傘下のソニー幼児教育プログラム奨励園賞 （ソニー教育財団）を受賞した。

### 姉妹校
- 駿台甲府小学校・中学校・高等学校

山梨県甲府市にある私立小学校・中学校・高等学校。直接的な関係性がある。

### 専門学校
- 駿台トラベル&ホテル専門学校

東京都豊島区にある専修学校。
- 駿台外語&ビジネス専門学校

東京都千代田区にある専修学校。
- 駿台電子情報専門学校

東京都千代田区にある専修学校。
- 駿台法律経済専門学校

東京都千代田区にある専修学校。
- 駿台観光&外語ビジネス専門学校

東京都千代田区にある専修学校。

### 海外校
- 駿台ミシガン国際学院

駿台国際教育センター系列の学校。

### その他
- 駿台教育サポート機関
  - 駿台予備学校
  - 駿台フロンティアJr.
  - 駿台個別教育センター
  - 駿台国際教育センター
  - 駿台海外校
- 付帯教育機関
  - 駿台教育研究所
  - エスエイティーティー株式会社
  - m-School
  - 駿台文庫

### かつて存在した学校
- 駿台ホテル観光事業専門学校
- 駿台アイルランド国際学院（英語版）

## 著名な出身者

### 学術・研究者
- 山崎善久 - 教育者
- 山下耕治 - 経済学者
- 市川紀子 - 会計学者

### 政治家
- 鈴木敦 - 衆議院議員（2期）、教育無償化を実現する会国会対策委員長、中退
- 大津力 - 参議院議員（1期）
- 野崎孝男 - 練馬区議会議員（1期）、中華民国行政院政務顧問

### 企業
- 秋保徹 - ビックカメラ代表取締役社長兼社長執行役員
- 王宏烈 - 东明兴业科技股份有限公司（中国河北最大のプラスチック加工、電子部品メーカー）グループ総裁

### 小説家
- 斎樹真琴 - 小説家

### アナウンサー
- 新井秀和 - NHKアナウンサー

### スポーツ選手
- 清水徹郎 - カーリング選手
- 鈴木猛史 - アルペンスキー選手
- 若林康太 - 陸上選手、アジア陸上競技選手権大会ドーハ、男子4×400メートル金メダル
- 壮泰 - キックボクシング 日本王者
- 矢島陽平 - 元プロ野球選手
- 根井大輝 - プロ野球選手
- 樋口正修 - プロ野球選手
- 海渕萌 - カヌーイスト選手
- 足立和也 - カヌー選手
- 大島幸人 - 北陸電力ブルーサンダーの一員
- 松島良明 - 北陸電力ブルーサンダーの一員
- 小川里佳（英語版）- フィールドホッケー選手
- 坪井翔 - レーシングドライバー
- 矢澤一輝（英語版）- カヌースラローム選手
- 矢澤亜季（英語版）- カヌースラローム選手
- 田中雄己 -  カヤッククロス選手

### 芸能
- 上ちゃん - マキシマム ザ ホルモンのベース
- 佐藤貴史 - 俳優及び声優
- 川北和郁 - 俳優
- 平澤美智子 - タレント及び女優
- アキラ100% - お笑い芸人、2017年R-1グランプリ優勝